# Wullschlaegelia calcarata
Wullschlaegelia calcarata är en orkidéart som beskrevs av George Bentham. Wullschlaegelia calcarata ingår i släktet Wullschlaegelia och familjen orkidéer. Inga underarter finns listade i Catalogue of Life.